# Karl Schöpperle
Karl Schöpperle (ur. 23 czerwca 1891, zm. 12 listopada 1948 w Landsberg am Lech) – zbrodniarz nazistowski, członek załogi niemieckiego obozu koncentracyjnego Mauthausen-Gusen i SS-Obersturmführer.
Członek Waffen-SS. Z zawodu był architektem, z tego powodu powierzono mu zadanie zbudowania i kierowania kilkoma podobozami KL Mauthausen. I tak od listopada 1941 do lata 1942 był on komendantem podobozu Bretstein. Z kolei od 14 stycznia do sierpnia 1943 kierował podobozem Gross-Raming, następnie identyczne stanowisko sprawował w podobozach Schlier i Linz II. Wreszcie Schöpperle był również ostatnim komendantem podobozu Linz III od czerwca[1944. Przebywał tam do maja 1945. W czasie swojej służby w kompleksie Mauthausen kierował również komandem więźniarskim w podobozie Wiener-Neudorf.
Jako komendant Gross-Raming na wiosnę 1943 rozkazał esesmanom by psami obozowymi zaszczuli na śmierć więźnia narodowości jugosłowiańskiej. Zmuszął również więźniów do stania po dwa dni i dwie noce na placu apelowym niezależnie od pogody. Wielu z nich na skutek tego zmarło. Oprócz tego w podobozie tym Schöpperle bił więźniów, którzy za wolno pracowali. Z kolei w podobozie Linz III 28 kwietnia 1945 zlikwidował izbę przyjęć dla więźniów żydowskich, zamykając następnie 112 z ich bez wody i pożywienia w jednym z bloków. 50 zmarło w następstwie wycieńczenia lub zakatowania przez kapo i sanitariuszy SS. 5 maja 1945, na krótko przed wyzwoleniem obozu przez Amerykanów, Schöpperle ciężko pobił personel szpitala w Linz III i niektórych znajdujących się w nim więźniów. Kierował również egzekucją przez powieszenie trzech więźniów rosyjskich. Oprócz tego znęcał się nad więźniami (czasem ze skutkiem śmiertelnym) i skazywał ich na okrutne kary (między innymi karę chłosty).  
Po zakończeniu wojny Karl Schöpperle zasiadł na ławie oskarżonych w procesie załogi Mauthausen-Gusen (US vs. Hans Bergerhoff i inni), który toczył się przed amerykańskim Trybunałem Wojskowym w Dachau. Proces ten dotyczył głównie zbrodni popełnionych w podobozie Gross-Raming i Linz III. 23 czerwca 1947 Schöpperle skazany został na karę śmierci przez powieszenie. Wyrok wykonano w więzieniu Landsberg w listopadzie 1948.